# Alice Coachman
 (août 2024).
Le contenu est difficilement compréhensible vu les erreurs de traduction, qui sont peut-être dues à l'utilisation d'un logiciel de traduction automatique.
Alice Marie Coachman  (née le 9 novembre 1923 à Albany, Géorgie et morte le 14 juillet 2014 dans la même ville) est une athlète américaine, spécialiste du saut en hauteur. Elle est la première afro-américaine à remporter une médaille d'or olympique, en saut en hauteur aux Jeux de Londres en 1948.

## Biographie

### Jeunesse et formation
Alice Coachman,, la fille de Fred, un plâtrier, et d'Evelyn Coachman, mère au foyer, est née le 9 novembre 1923 à Albany, elle est la cinquième de leurs dix enfants,.
Grandissant dans le Sud des États-Unis sous les lois Jim Crow, elle n'a pas accès aux installations d’entraînement classiques. Elle s'entraîne en courant sur des chemins de terre et en créant ses propres obstacles[réf. souhaitée]. Elle se spécialise avant tout en saut en hauteur.
Bien que les parents d'Alice Coachman n'aient pas soutenu son intérêt pour l'athlétisme, Cora Bailey, son enseignante de cinquième année à la Monroe Street Elementary School, et sa tante, Carrie Spry, l'ont encouragée à développer ses talents. Après avoir démontré ses compétences sur la piste à la Madison High School (en), le Tuskegee Institute a offert une bourse à Alice, âgée de 16 ans, pour lui permettre de suivre son cursus d'études secondaires.
En 1939, elle bat le record scolaire et universitaire de saut en hauteur, pieds nus.
En 1943, Coachman entre au Tuskegee Institute pour étudier la couture. Elle obtient son diplôme en couture en 1946[réf. nécessaire]. Pendant qu'elle y étudie, elle remporte des titres nationaux au 50 mètres et au 100 mètres, et gagne trois fois le championnat universitaire avec son équipe de basket-ball. À 16 ans, elle remporte son premier titre de championne des États-Unis en athlétisme.
En 1947, Coachman est admise à l'Albany State College (aujourd'hui Albany State University (en)) pour poursuivre ses études, elle y obtiendra en 1949 un Baccalauréat universitaire en économie sociale et familiale.

### Carrière sportive
Malgré son haut niveau dès 1939, elle ne peut pas participer aux Jeux olympiques de 1940 et 1944, qui sont annulés en raison de la guerre. Elle participe donc à ses premiers Jeux à Londres, en 1948, à 24 ans.
Au concours de saut en hauteur aux Jeux olympiques d'été de 1948, elle saute 1m68 dès son premier essai. Elle finit avec la même marque que la Britannique Dorothy Tyler, mais celle-ci s'y reprend à deux fois pour franchir la même barre et termine médaillée d'argent[réf. nécessaire]. Elle est la première afro-américaine et la première femme noire à remporter une médaille d'or aux Jeux olympiques,. La veille, Audrey Patterson, médaillée de bronze sur 200 mètres, est la première afro-américaine, et la première femme noire, à monter sur un podium olympique.
En 1952, elle est la première afro-américaine à obtenir un sponsor, Coca-Cola.
Au cours de sa carrière, elle a remporté trente-quatre titres nationaux, dont dix consécutifs pour le saut en hauteur. Alice Coachman a été intronisée dans neuf halls de la renommée, dont le Panthéon national de l'athlétisme (1975) et le Temple de la renommée olympique des États-Unis (2004).
En 1994, elle fonde la fondation d’athlétisme Alice Coachman pour venir en aide aux jeunes athlètes et anciens compétiteurs olympiques.
Alice fait partie de plusieurs organismes prestigieux : National Track and Field, International Women’s Sports.
Elle porte la flamme olympique aux jeux d’Atlanta en 1996.
Elle meurt en 2014.

### Postérité
Chaque printemps, en son honneur, Albany, sa ville natale, organise des courses « Alice Coachman ».
Une école américaine a ouvert ses portes le 23 août 1999, avec un fort engagement envers une éducation de qualité pour tous ses étudiants. La mission de l’école est de donner l’occasion aux étudiants d’apprendre dans un environnement ordonné, sûr et structuré, en mettant l’accent sur une solide base de connaissances.

### Vie privée
Alice a épousé Frank A. Davis et est mère de deux enfants.
Alice Coachman décède à Albany, en Géorgie, le 14 juillet 2014. Elle avait 90 ans,,.
Après sa crémation, ses cendres sont remises à ses proches.